# Jan van den Hoecke

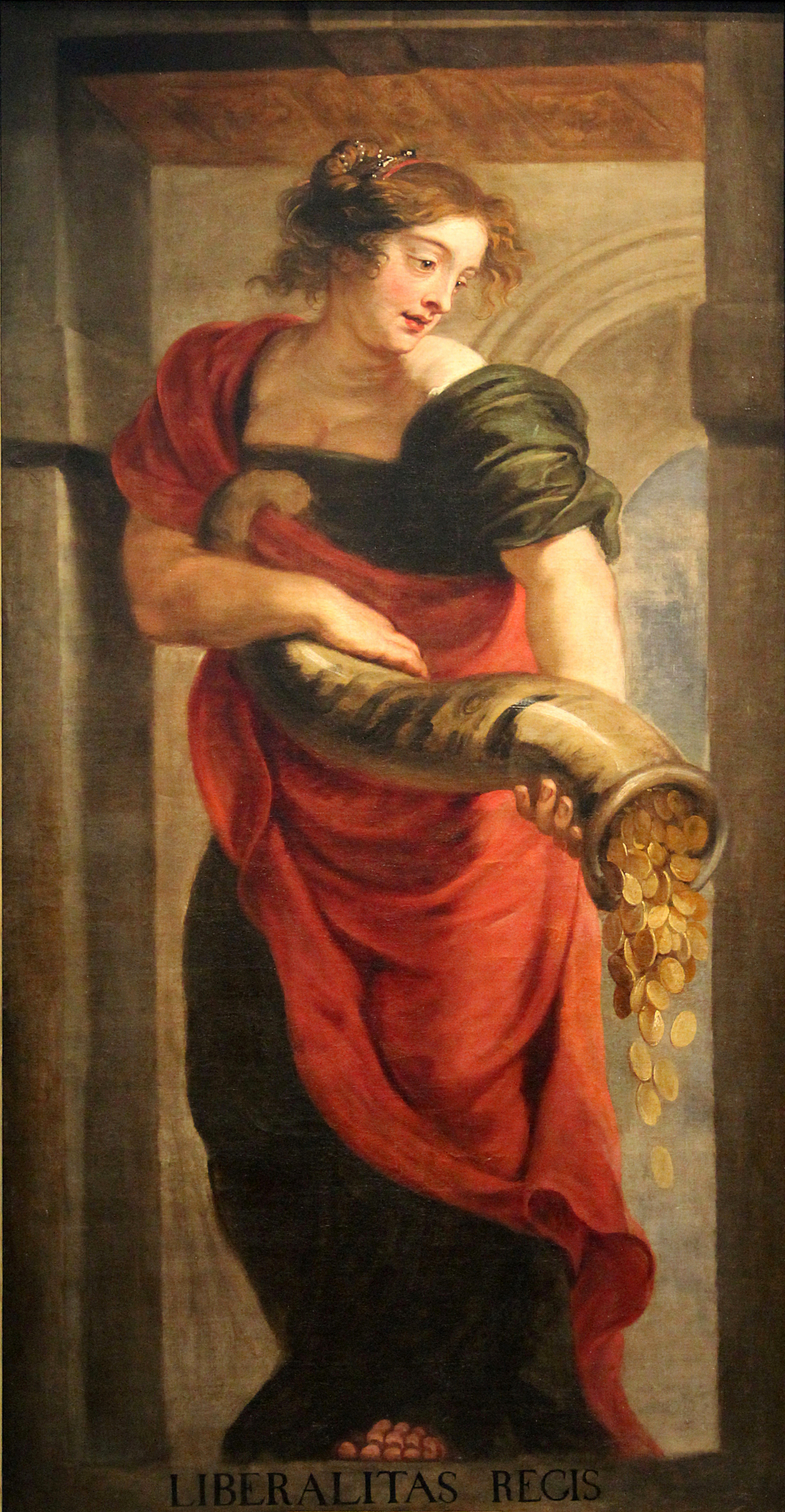
Hojność króla (1635) Palais des Beaux-Arts w Lille.

Jan van den Hoecke znany również jako Johannes lub Giovanni, van Hoek, van Hoeck, lub Vanhoek (ur. 4 sierpnia 1611 w Antwerpii, zm. 1651 tamże) – flamandzki malarz i rysownik barokowy.
Jego pierwszym nauczycielem, był ojciec Gaspar van den Hoecke (1555–1648), później artysta przebywał w pracowni Rubensa. Ok. 1637 wyjechał początkowo do Włoch, a później do Austrii, na dwór Ferdynanda III Habsburga i pracował tam przez 10 lat. Po powrocie do Antwerpii przebywał na dworze Leopolda Wilhelma Habsburga.
Jan van den Hoecke znany jest głównie z monumentalnych obrazów tworzonych pod wpływem Rubensa i van Dycka np. Triumf Dawida z 1635. Poruszał tematykę biblijną i mitologiczną, malował również przedstawienia współczesnych mu wydarzeń, portrety i alegorie.
Bratem artysty był Robert van den Hoecke, malarz scen batalistycznych.

## Dzieła artysty
- Alegoria Leopolda Wilhelma Habsburga – 1614–1662, 51 × 70,5 cm, Gemäldegalerie, Wiedeń
- Triumf Dawida – 1635
- Książę Leopold – 1614–1662, 121,5 × 99 x 7 cm, Gemäldegalerie Wiedeń
- Maj - czerwiec – 1647–1650, Museo Storico di Miramare Triest
- Cztery żywioły – 1651–1680, tapiseria Villa medicea della Petraia Florencja